# Tinu Anand
Tinu Anand (inaczej Tinnu Anand/Verinder Raj Anand) – bollywoodzki aktor grający od 1980 roku, najczęściej role drugoplanowe, przeważnie negatywne. Jest także producentem filmowym, reżyserem, i scenarzystą, śpiewa także z playbacku.

## Wybrana filmografia
- 2007 - Salaam-e-Ishq: A Tribute To Love jako Babu
- 2004 - Kyun...! Ho Gaya Na jako Malhotra, ojciec Diyi
- 2002 - Ukochana jako p. Daruwala, właściciel domu
- 2002 - Annarth jako Dayal Bhai
- 2002 - Shararat jako Saifuddin
- 2001 - Lajja jako Purshotam
- 1998 - Achanak jako Inspektor Pandey
- 1998 - China Gate jako kapitan Bijon Dasgupta
- 1996 - Army jako Pancham
- 1995 - Bombaj jako Shakti Samaj Leader
- 1995 - Ghatotkachudu
- 1995 - Oh Darling Yeh Hai India
- 1995 - Na drodze miłości jako Sameer Sanwla
- 1995 - Surakshaa jako Dhanraj
- 1995 - Trimurti jako Himmat Singh
- 1995 - Szalona miłość jako Sundar
- 1994 - Anjaam jako Mohanlal
- 1992 - Cuda się zdarzają jako Kunta